# Gabriel Desmenez
Pour les articles homonymes, voir Desmenez.
Gabriel « Gaby » Desmenez,  né le 4 janvier 1954 à Valenciennes, est un footballeur reconverti en entraîneur. 
Gaby joue 62 matchs en Division 1 et 101 matchs en Division 2.
Il est le fils de Léon Desmenez, ancien entraîneur de l'US Valenciennes Anzin et du Stade de Reims. Son frère, Léon Desmenez, était lui aussi footballeur.

## Carrière de joueur
- 1960-1971 : US Valenciennes Anzin
- 1971-1972 : Stade de Reims
- 1972-1976 : Lille OSC
- 1976-1977 : FC Sochaux
- 1977-1978 : SM Caen
- 1978-1980 : AS Angoulême
- 1980-1983 : Amiens SC[1]

## Carrière de technicien
- 1983-1985 : Amiens SC (Entraîneur - Joueur)
- 1985-1987 : Calais RUFC (Entraîneur)
- 1987-1988 : Jura Dolois football (Entraîneur)
- 1988-1992 : AS Beauvais (Entraîneur)
- janv 94-1998 : OGC Nice (Entraîneur Adjoint)
- 1998-2000 : Institut du Football Régional (IFR) de Châteauroux
- juil 2000 - juin 2005 : OGC Nice (Entraîneur Adjoint)
- juin 2008 à juin 2011 : responsable du centre de formation du Valenciennes FC

## Palmarès
- Champion de France de D2 en 1974 avec le Lille OSC